# História judaica
A história judaica é um subcampo de estudo da História voltado aos assuntos relacionados ao povo, religião e cultura judaicos. Como boa parte da história antiga dos judeus baseia-se na tradição judaica, não é possível determinar-se a veracidade das datas ou dos eventos que geralmente são apresentados sob ponto de vista judaico. Quando outras fontes extra-judaicas apresentam suas versões, também a inserimos para efeito de estudo e comparação.

## Origens da história judaica
As tentativas de sistematização de uma história judaica tem trazido diversos problemas aos estudiosos, pois há inúmeros problemas a serem resolvidos ao tratar-se deste assunto. Temos, entre estes problemas, a questão de determinar precisamente quando se inicia uma história do povo judeu: se como grupo étnico, religioso ou cultural, e as fontes que servem como base de estudo para esta história. Geralmente os documentos extra-bíblicos relacionados ao período mais antigo da história judaica são escassos e sujeitos a debates, o que levou a duas ramificações de estudo: a postura maximalista, que diz que tudo que não pode ser comprovado como falso e deve ser aceito como verdadeiro, e a postura minimalista que diz que os eventos que não são corroborados por eventos contemporâneos devem ser descartados.

### Versão bíblica
A versão bíblica da história judaica mostra que os judeus são uma nação escolhida por Deus, como um povo separado e santo, guardião das leis dadas por Deus. Assim a história bíblica de Israel é uma história onde Deus intervém no mundo, de acordo com a relação de Israel para com Deus.

#### Os patriarcas e o êxodo
De acordo com a tradição judaico-cristã, a história judaica começa com o chamado de Deus ao caldeu Abraão. Abraão teria sido um fiel seguidor do monoteísmo em uma época de idolatria, o que fez com que Deus prometesse dar descendência a Abraão e fazer desta o povo eleito deste Deus. Esta promessa se cumpriria com o nascimento de Isaac, que daria origem a Jacó e que este seria pai de doze filhos, os quais seriam os pais das doze tribos de Israel. Após a imigração para o Egito, devido a uma grande fome, a família de Jacó cresce em número e influência, o que leva à sua escravização por parte dos egípcios, e o surgimento de um libertador, Moisés, que sob a mão de Deus tira o povo do Egito, entrega-lhes as leis divinas e dá aos filhos de Jacó um sentido de "nação". Após uma peregrinação de 40 anos no deserto, este povo teria, sob o comando de Josué, conquistado a terra de Canaã.

#### Os juízes e a monarquia unida
Os israelitas conquistaram algumas regiões de Canaã, mas ainda assim não mantiveram uma unidade nacional. Cada tribo mantinha suas leis e costumes e uniam-se ou combatiam entre si, de acordo com as suas conveniências. Geralmente por lutar cada tribo era governada e julgada por juízes, pessoas que seriam determinadas por Deus para tal cargo.
Posteriormente, os israelitas, ao se sentirem dispersos, pedem um rei a Deus. Saul, escolhido por Deus, torna-se rei de Israel. Mas a sua rebeldia, em seguir os mandamentos da Torá, faz com que perca o reinado e, após alguns contra tempos, Davi, um pastor-guerreiro de Judá é escolhido por Deus para ser rei. Aqui apresentam-se a primeira vez a unificação das tribos em uma única nação e inicia-se o período áureo da história judaica, que será consolidado com o reinado de Salomão, filho de Davi.

#### A divisão dos reinos
Com o descontentamento constante das tribos, sob o domínio de Salomão, o reino se divide em duas partes sob o governo do filho de Salomão, Roboão. Dez tribos se rebelam contra impostos cobrados por Salomão e reivindicam a Roboão negociá-las. Diante da negativa do jovem rei Roboão, dez tribos se rebelam formando um reino à parte. Assim, duas tribos ficam com Roboão, continuando Jerusalém como sede do reino de Judá (I Reis 12) e o reino de Israel, tendo Samaria como sede e Jeroboão,como rei. Jeroboão era filho de Nebate, efrateu de Zereda, servo de Salomão (I Reis 11:26; 12:19-20). Diversas crises políticas e religiosas acabam levando à decadência dos dois reinos: o reino de Israel é destruído pelos assírios, enquanto o reino de Judá é destruído pelos babilônios. No exílio, o povo israelita começa a tomar consciência do seu papel no "Plano de Deus". Após alguns anos, retornam para sua terra e reconstroem o Templo, reorganizando suas Escrituras. Com estes fatos, encerra-se a história do período das Escrituras Hebraicas.

## A era talmúdica
Com o retorno de algumas comunidades judaicas para a Judeia, uma renovação religiosa levou a diversos eventos que seriam fundamentais para o surgimento do Judaísmo como uma religião mundial. Entre estes eventos, podemos mencionar a unificação das doutrinas mosaicas, o estabelecimento de um cânon, a reconstrução do Templo de Jerusalém e a adoção da noção do "povo judeu" como povo escolhido, através do qual seria redimida toda a humanidade.
A comunidade judaica da Judeia cresceu com relativa autonomia sob o domínio persa, mas a história judaica tomará importância com a conquista da Palestina por Alexandre Magno em 334 a.C.. Com a morte de Alexandre, o seu império foi dividido entre seus generais, e a Judeia foi dominada pelos Ptolomeus e depois pelos Selêucidas, contra os quais os judeus moveram revoltas que culminaram em sua independência ( ver Macabeus ).
Com a independência e o domínio dos Macabeus como reis e sacerdotes, surgem as diversas ramificações do judaísmo da época do Segundo Templo: os fariseus, os saduceus e os essênios. As diversas intrigas entre as diversas divisões do judaísmo levou à conquista da Judeia pelo Império Romano.

## Cronologia e nolorogia

### Era bíblica
- Séculos XX -XVII a.C. - Primeira emigração de Abraão para Canaã. Os patriarcas bíblicos.
- Séculos XVII-XIII a.C.- Hebreus no Egito.
- Séculos XIII-XII a.C. - O Êxodo e a ocupação de Canaã.
- Séculos XII-XI a.C. - Época dos juízes.
- 1067 -1055 a.C. - Reinado de Saul.
- 1055 -1015 a.C. - Reinado de Davi.
- 1015-977 a.C. - Reinado de Salomão.
- 1000 a.C. - Construção do Templo de Javé
- 977-830 a.C. - Cisma entre Judá e Israel.
- 722 a.C. - Fim do reino de Israel.
- 586 a.C. - Destruição de Jerusalém.
- 537 a.C. - Ciro II permite o retorno dos judeus à Judeia.
- 520-516 a.C. - Reconstrução do Templo em Jerusalém.

### Era talmúdica
- 332 a.C. - Alexandre Magno conquista a Judeia.
- 320-198 a.C. - Domínio Ptolomeu.
- 198-167 a.C. - Domínio selêucida.
- 167 a.C. - Revolução dos macabeus.
- 140 a.C. - A Judeia conquista a independência.
- 63 a.C. - Pompeu conquista Jerusalém.
- Século I d.C. - Início e expansão do Cristianismo.
- 6-40 d.C. - Procuradores romanos na Judeia.
- 66-73 -Primeira revolta judaica. Destruição de Jerusalém.
- 115-117 - Segunda revolta judaica. Guerra de Quito.
- 132-135 - Terceira revolta judaica. Revolta de Barcoquebas.
- 200 - Redação da Mishná.
- 500 - Término da redação do Talmude da Babilônia.

### Era medieval
- 624-628 - Guerra de Maomé contra os judeus da Arábia.
- 760 - Expansão do Caraísmo.
- Séculos VII-X - Época dos gaons na Babilônia.
- 882-942 - Gaon Saadia.
- Século XI - Florescimento da cultura judaica em Espanha.
- 1066 - Massacre dos judeus em Granada.
- 1096 - Primeira Cruzada.
- 1040-1105 - Rashi.
- Séculos XII-XV - Expulsão da Alemanha e emigração para a Europa Oriental.
- 1135-1205 - Maimónides.
- 1290 - Expulsão dos judeus da Inglaterra.
- 1306-1394 - Expulsão dos judeus da França.
- 1348 - A Peste Negra.
- 1391 - Massacre dos judeus em Espanha.
- 1492 - Expulsão dos judeus da Espanha.
- 1498 - Expulsão dos judeus de Portugal.
- 1506 - Massacre de cristãos-novos em Portugal.

### Era moderna
- 1488-1575 - José Caro.
- 1524-1532 - Movimento messiânico de David Al-Roy e Salomão Molcho.
- 1534-1572- Isaac Luria.
- 1632-1677 - Spinoza.
- 1649-1656 - O retorno dos judeus para a Inglaterra.
- 1666 - Movimento messiânico de Sabatai Zevi.
- 1787 - Emancipação na América.

### Era contemporânea
- 1791 - Emancipação na França.
- 1806 - 1807 - Reformas de Napoleão.
- 1894 - 1906 - Processo Dreyfus na França.
- 1897- Primeiro Congresso Sionista. Primeira convenção do Bund.
- 1917 - Igualdade de direitos dos judeus na Rússia.
- 1917 - Declaração Balfour.
- 1925 - Fundação da Universidade Hebraica em Jerusalém.
- 1935 - Leis de Nuremberg.
- 1939 - Segunda Guerra Mundial.
- 1942 - Solução final. Dá início o extermínio de judeus no Holocausto.
- 1948 - Criação do Estado de Israel. Primeira guerra árabe-israelense.
- 1961 - Sequestro e condenação do oficial nazista Adolph Eichman.

## Judaísmo
A religião principal da comunidade judaica que ainda que não seja unificada (ver Religiosidade judaica) contém princípios básicos que a distingue de outras religiões. De acordo com a visão religiosa, o judaísmo é uma religião ordenada pelo Criador através de um pacto eterno com Abraão e sua descendência. Já os estudiosos creem que o judaísmo seja fruto da fusão e evolução de mitologias e costumes tribais da região do Levante, unificadas posteriormente mediante a consciência de um nacionalismo judaico. Ainda que seja intimamente relacionada à história dos judeus, a história do judaísmo se distingue por enfatizar a evolução da religião deste povo.

## Origens do judaísmo

### Mosaísmo e crenças israelitas pré-exílio
Ainda que o judaísmo só vá ser chamado como tal apenas após o retorno do Cativeiro em Babilônia. De acordo com a tradição judaico-cristã, a origem do judaísmo estaria associada ao chamado de Abraão, à promessa de Abraão, originário de Ur, teria sido um defensor do monoteísmo em um mundo de idolatria. Pela sua fidelidade à YHWH, teria sido recompensado com a promessa de que teria um filho, Isaque do qual levantaria um povo que herdaria a Terra da promessa. Abraão é chamado de primeiro hebreu. De acordo com a Bíblia, YHWH não seria apenas o Senhor de Israel, mas sim o Princípio Uno que criou o mundo, e que já havia se revelado a outros justos antes de Abraão. Mas com Abraão inicia-se um pacto de obediência, que deveria ser seguido por todos os seus descendentes se quisessem usufruir das bênçãos de YHWH. Alguns rituais tribais são seguidos pelos membros da família de Abraão que depois serão incorporados à legislação religiosa judaica.
Até mesmo a abstração da Divindade nos primeiros tempos do judaísmo é praticamente inexistente: Deus existe como um ser diferente do ser humano, mas presente entre a humanidade através de teofanias e manifestações de cunho patriarcalista, aplicando provações, castigos e promessas. Outro ponto de debate geralmente considera a inexistência ou inexpressão dos patriarcas bíblicos, que seriam figuras regionais ou mitológicas, criadas posteriormente.
Conforme a tradição Deus teria dado a Terra de Canaã aos israelitas como uma promessa eterna o qual de acordo com a religião tiveram de conquistar através de numerosas batalhas com a intervenção divina, sendo que esta intervenção era retirada ou contrária quando o povo israelita rebelava-se ou contrariava a divindade. Assim, a figura de Deus assumiu um caráter essencialmente guerreiro.
A religião mosaica pré-judaísmo só atingirá sua maturação com o início da monarquia israelita e sua subsequente divisão em dois reinos: Yehuda (Judá) e Yisrael (Israel). Esta divisão marcará uma separação entre os rituais religiosos dos reinos do Norte e do Sul, que permanecem até hoje, entre o judaísmo e o judaísmo samaritano.
No entanto, a visão histórica e bíblica mostram que esta religião mosaica não era única e exclusiva. Durante todo o período pré-exílio, as fontes nos informam que os israelistas serviam diversas outras divindades, dos quais os mais proeminente era Baal. Enquanto a maioria dos religiosos aceita que, na verdade, a mistura entre os israelitas e os cananitas após a conquista de Canaã tenha corrompido a religião israelita, a maioria dos estudiosos prefere aceitar que o mosaismo era apenas mais uma das diversas crenças entre as tribos israelitas e que só virá a se firmar com os profetas e com o exílio.
A hierarquia e os rituais de culto mosaico serão firmemente estabelecidos com a monarquia, onde serão elaboradas as regras de sacerdócio e estabelecidos os padrões do culto com a construção do Templo de Jerusalém. Este novo local de culto, substituto do antigo Tabernáculo portátil de Moisés, serviu como centro da religião judaica, ainda que em meio a outros cultos estrangeiros.

### Exílio em Babilônia e o início da Diáspora
Um dos elementos fortes da religião pré-judaísmo é o surgimento dos profetas, homens de diversas camadas sociais, que pregavam e anunciariam profecias da parte de Deus. A sua pregação anunciando os castigos da desobediência para com Deus encontrou eco com a destruição de Israel em 722 a.C. e com a conquista de Judá pelos babilônios em 586 a.C.
Com a dispersão dos reinos israelitas, muitos judeus assimilaram-se aos povos para o qual foram dispersados. Mas as comunidades israelitas remanescentes desenvolveram sua cultura e religião, criando o que temos hoje como Judaísmo. O fortalecimento da comunidade e a descentralização do culto (através da criação das sinagogas), além do estabelecimento de um conjunto de mandamentos que deveria ser aprendido pelos membros da comunidade e obedecidos em qualquer lugar em que vivessem, aliaram-se à esperança no restabelecimento novamente na Terra Prometida, dando aos judeus uma consciência messiânica. No entanto, com a liberação do retorno dos judeus para a Judeia, poucas comunidades retornaram para a Judeia.

### O período do Segundo Templo
Com o retorno de algumas comunidades judaicas para a Judeia, uma renovação religiosa levou a diversos eventos que seriam fundamentais para o surgimento do judaísmo como uma religião mundial. Entre estes eventos podemos mencionar a unificação das doutrinas mosaicas, o estabelecimento de um cânon das Escrituras, a reconstrução do Templo de Jerusalém e a adoção da noção do "povo judeu" como povo escolhido e através do qual seria redimida toda a humanidade.

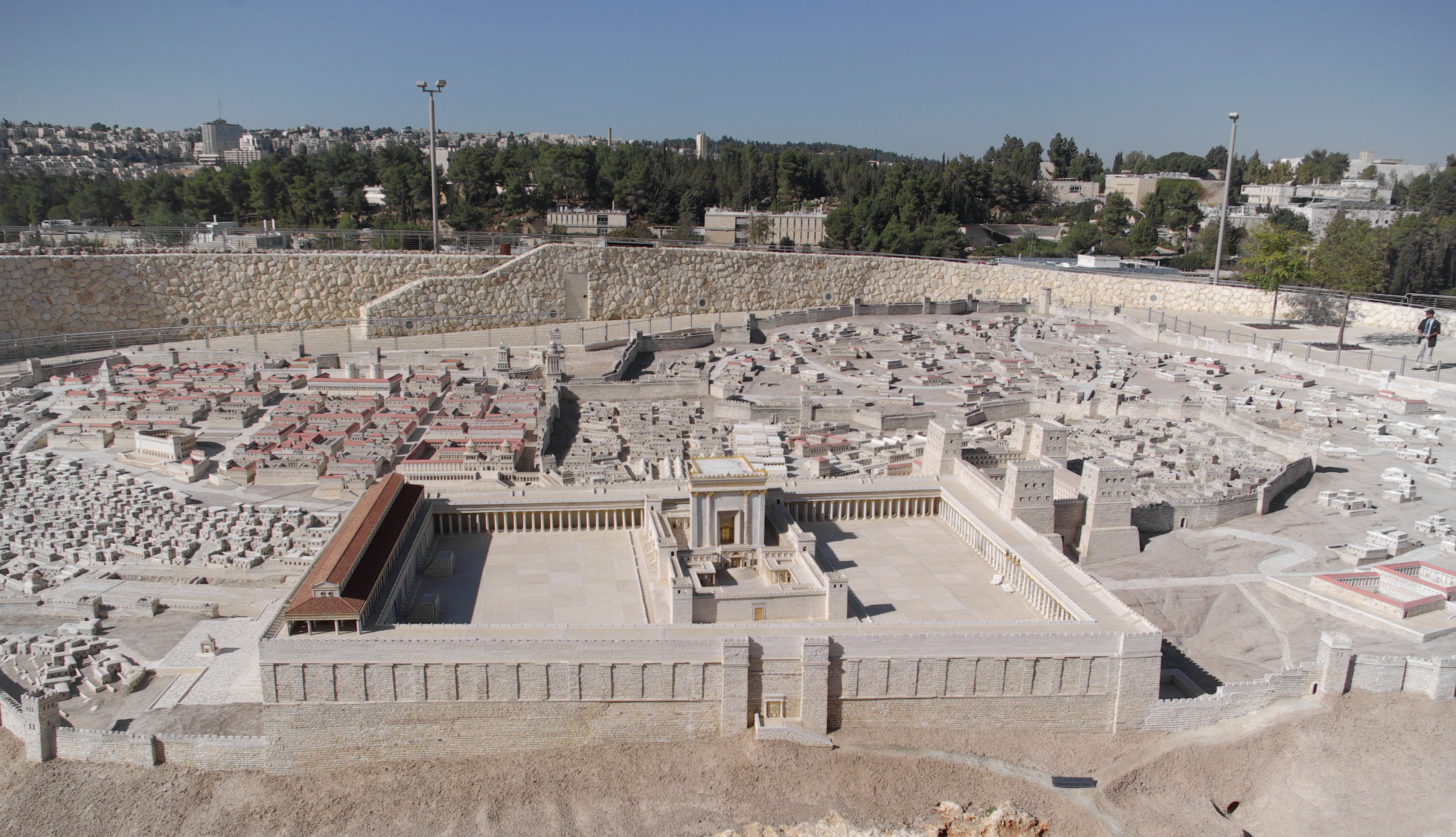
Modelo do Templo de Herodes

A comunidade judaica da Judeia cresceu com relativa autonomia sob o domínio persa, mas a história judaica tomará importância com a conquista da Palestina por Alexandre Magno, em 332 a.C. Com a morte de Alexandre, o seu império foi dividido entre seus generais. A Judeia foi dominada pelos Ptolomeus e depois pelos Selêucidas, contra os quais os judeus moveram revoltas que culminaram em sua independência (ver Macabeus).
Com a independência e o domínio dos Macabeus como reis e sacerdotes, surgem as diversas ramificações do judaísmo da época do Segundo Templo: os fariseus, os saduceus e os essênios. As diversas polémicas entre as diversas divisões do judaísmo levaram à conquista da Judeia pelo Império Romano (63 a.C.).
O domínio romano sobre a Judeia foi, em todo o seu período, conturbado principalmente em relação aos diversos governadores e reis impostos por Roma, o que levou à Revolta judaica que culminou com a destruição do Segundo Templo e de Jerusalém em 70. Muitas revoltas judaicas explodiram em todo o Império Romano, que levaram à Segunda revolta judaica, sob o comando de Simão Bar-Kosiva e do rabino Aquiba que fracassou. Em 135, com sua derrota levou à extinção do estado judeu, que só retornaria em 1948.

### As seitas da época do Segundo Templo e posterior desenvolvimento do judaísmo
Por volta do primeiro século d.C., havia várias grandes seitas em disputa da liderança entre os judeus. Em geral, todas elas procuravam, de forma diversa, uma salvação messiânica em termos de autonomia nacional dentro do Império Romano: os fariseus, os saduceus, os zelotas e os essênios. Entre estes grupos,os fariseus obtiveram grande influência dentro do judaísmo, já que após a destruição do Templo de Jerusalém, a influência dos saduceus diminuiu, enquanto os fariseus, que controlavam a maior parte das sinagogas, continuaram a promover sua visão de judaísmo, que originará o judaísmo rabínico. Os judeus rabínicos codificaram suas tradições orais na obras conhecidas como Talmudes.
O ramo dos saduceus dividiu-se em diversos pequenos grupos, que no século VIII adoptaram a rejeição dos saduceus pela lei oral dos fariseus/rabinos registada na Mishná e desenvolvida por rabinos mais recentes nos dois Talmudes), pretendendo confiar apenas no Tanakh. Estes judeus criaram o judaísmo caraíta, que ainda existe hoje em dia, se bem que os seus seguidores sejam em muito menor número que o judaísmo rabínico. Os judeus rabínicos defendem que os caraitas são judeus, mas que a sua religião é uma forma de judaísmo incompleta e errónea. Os caraítas defendem que os rabinitas são idólatras e necessitam retornar às escrituras originais.
Os samaritanos continuaram a professar sua forma de judaísmo e continuam à existir até os dias de hoje.
Ao longo do tempo, os judeus também foram-se diferenciando em grupos étnicos distintos: os asquenazitas (da Europa de Leste e da Rússia), os sefarditas (de Espanha, Portugal e do Norte de África), os Judeus do Iêmen, da extremidade sul da península Arábica e diversos outros grupos. Esta divisão é cultural e não se baseia em qualquer disputa doutrinária, mas acabou levando à diferentes peculiaridades na visão de cada comunidade sobre a prática do judaísmo.

### Judaísmo na Idade Média
O cristianismo teria surgido como uma ramificação messiânica do judaísmo no primeiro século d.C. Após o cisma que levou à separação entre judaísmo e cristianismo, o cristianismo desenvolveu-se separadamente e também foi perseguido pelo Império Romano. Com a adoção do cristianismo como religião do império no século IV, a tendência a querer erradicar o paganismo e a visão do judaísmo como uma religião que teria desprezado Jesus Cristo levaram a um constante choque entre as duas religiões, onde a política de converter judeus à força levava à expulsão, espoliação e morte, caso não fosse aceita.
Os judeus e diversas minorias tornaram-se vítimas de diversas acusações e perseguições por parte dos cristãos. A conversão ao judaísmo foi proibida pela Igreja. As comunidades judaicas foram relegadas à marginalidade em diversas nações ou expulsas. O judaísmo tornou-se então uma forma religiosa de resistência à dominação imposta pela Igreja, desenvolvendo algumas das doutrinas exclusivistas de muitas tradições judaicas atuais.
Com o surgimento do Islão no século VII d.C. e sua rápida ascensão entre diversas nações, inicia-se a relação deste com o judaísmo, caracterizado por períodos de perseguição e outros de paz, no qual deve-se enfatizar a Idade de Ouro da cultura judaica na Espanha muçulmana.

### O desenvolvimento do judaísmo hassídico
O judaísmo hasídico foi fundado por Israel ben Eliezer (1700-1760), também conhecido por Ba'al Shem Tov, ou pelo Besht. Os seus discípulos atraíram muitos seguidores. Eles próprios estabeleceram numerosas seitas hasídicas na Europa. O judaísmo hasídico acabou por se transformar no modo de vida de muitos judeus na Europa, e chegou aos Estados Unidos, durante as grandes vagas de emigração judaica na década de 1880.
Algum tempo antes, tinha havido um sério cisma entre os judeus chassídicos e não chassídicos. Os judeus europeus que rejeitavam o movimento hasídico eram chamados pelos hasidim de mitnagdim (literalmente, os contrários, os oponentes). Alguns dos motivos para a rejeição do judaísmo hasídico radicavam-se na exiberância opressiva da prece hasídica - nas suas imputações não tradicionais de que os seus líderes eram infalíveis e alegadamente operavam milagres, e na preocupação com a possibilidade de o movimento se transformar numa seita messiânica. Desde então, todas as seitas do judaísmo hasídico foram absorvidas pela corrente principal do judaísmo ortodoxo e, em particular, pelo judaísmo ultra-ortodoxo. Veja os artigos sobre o judaísmo chassídico e os mitnagdim para obter informação mais detalhada.

### O desenvolvimento das seitas modernas em resposta ao Iluminismo
Nos finais do século XVIII, a Europa foi varrida por um conjunto de movimentos intelectuais, sociais e políticos, conhecidos pelo nome de Iluminismo. O judaísmo desenvolveu-se em várias seitas distintas em resposta a este fenómeno sem precedentes: o judaísmo reformista e o judaísmo liberal, muitas formas de judaísmo ortodoxo (ver também Hassidismo) e judaísmo conservador (ver também Judaísmo liberal) e ainda uma certa quantidade de grupos menores.

### Judaísmo na atualidade
Na maior parte das nações ocidentais, como os Estados Unidos, o Reino Unido, Israel e a África do Sul, muitos judeus secularizados deixaram há muito de participar nos deveres religiosos. Muitos deles, lembram-se de ter tido avôs religiosos, mas cresceram em lares onde a educação e observância judaicas já não eram uma prioridade. Desenvolveram sentimentos ambivalentes no que toca aos seus deveres religiosos. Por um lado, tendem a agarrar-se às suas tradições por razões de identidade, mas, por outro lado, as influências da mentalidade ocidental, vida cotidiana e pressões sociais tendem a afastá-los do judaísmo. Estudos recentes feitos em judeus americanos indicam que muitas pessoas que se identificam como de herança judaica já não se identificam enquanto membros da religião conhecida como judaísmo. As várias seitas judaicas nos EUA e no Canadá encaram este facto como uma situação de crise e têm sérias preocupações com as crescentes taxas de casamentos mistos e assimilação entre a comunidade judaica. Uma vez que os judeus americanos têm vindo a casar mais tarde do que acontecia antigamente, têm vindo a ter menos filhos, e a taxa de nascimentos entre os judeus americanos desceu de mais de 2.0 para 1.7 (a taxa de substituição é de 2.1). Nos últimos 50 anos, todas as principais seitas judaicas têm assistido a um aumento de popularidade, com um número crescente de jovens judeus a participar na educação judaica, a aderir às sinagogas e a se tornarem (em graus diversos) mais observantes das tradições.